# Kość łzowa człowieka
Kość łzowa (łac. os lacrimale) – w anatomii człowieka najmniejsza kość trzewioczaszki. Wchodzi w skład przyśrodkowej ściany oczodołu, współtworzy także kanał nosowo-łzowy. Ma dwie powierzchnie i cztery brzegi. Powierzchnia przyśrodkowa stanowi ścianę boczną przednich komórek sitowych, sąsiadując z przednią częścią bocznej ściany błędnika kości sitowej. Na powierzchni bocznej znajduje się grzebień łzowy tylny (crista lacrimalis posterior) przechodzący ku dołowi w haczyk łzowy (hamulus lacrimalis) oraz, położona przed grzebieniem łzowym tylnym, bruzda łzowa (sulcus lacrimalis), razem z bruzdą łzową wyrostka czołowego szczęki tworząca dół woreczka łzowego (fossa sacci lacrimalis).
Łączy się od przodu z wyrostkiem czołowym szczęki szwem łzowo-szczękowym, od góry z częścią oczodołową kości czołowej szwem czołowo-łzowym, od tyłu z blaszką oczodołową kości sitowej szwem sitowo-łzowym, a od dołu w odcinku tylnym z powierzchnią oczodołową trzonu szczęki (drugim odcinkiem szwu łzowo-szczękowego), w odcinku przednim natomiast z wyrostkiem łzowym małżowiny nosowej dolnej szwem łzowo-małżowinowym. 